# 松樹尾
松樹尾位處於澳門離島氹仔舊消防局背後。在1960年代變成了木屋區，共有27間木屋涉及39戶居民。
為配合松樹尾地段興建停車場及整活附近交通網絡，氹仔松樹尾木屋在2008年1月30日開始清拆，隨着僅餘的兩間木屋被清拆後成為歷史。整個清拆及圍網行動順利，松樹尾地段部分將興建多層公共停車場。   現在的松樹尾已成了停車場工地一部份。
另外，在2013年起，氹仔松樹尾社區中心正式興建，地點位於鄰近氹仔律政司街，社區中心樓高3層，佔地2,716平方米，總建築面積約19,400平方米，包括四層地庫公眾停車場，提供201個私家車位，200個電單車位。地面層設置中小型巴士轉乘站和假日跳蚤市場，一樓及二樓預留用作社會設施的用途，天台層設有籃球場、綠化區及設備空間。整項工程將於2017年落成。